# Tipula irrequieta
Tipula irrequieta är en tvåvingeart som beskrevs av Alexander 1936. Tipula irrequieta ingår i släktet Tipula och familjen storharkrankar. Inga underarter finns listade i Catalogue of Life.